# Moonee Valley City
Koordinaten: 37° 46′ S, 144° 55′ O

Moonee Valley City ist ein lokales Verwaltungsgebiet (LGA) im australischen Bundesstaat Victoria. Moonee Valley gehört zur Metropole Melbourne, der Hauptstadt Victorias. Das Gebiet ist 44 km² groß und hat etwa 110.000 Einwohner.
Moonee Valley liegt zwischen Maribyrnong River und Moonee Ponds Creek und grenzt im Südosten an das Stadtzentrum Melbourne City. Es umfasst 16 Stadtteile: Aberfeldie, Airport West, Ascot Vale, Avondale Heights, Essendon, Essendon North, Essendon West, Moonee Ponds, Niddrie, Strathmore, Strathmore Heights, Travancore und Teile von Flemington, Keilor East, Kensington und North Melbourne. Der Sitz des City Councils befindet sich in Moonee Ponds.
In Essendon befindet sich der alte Flughafen der Hauptstadt, der von 1921 bis 1970 Hauptanflugstation Melbournes gewesen war, bevor nur fünf Kilometer entfernt der modernere Tullamarine Airport eröffnet wurde. Fracht- und kleinere Personenflugzeuge nutzen weiterhin den Essendon Airport.
In Ascot Vale findet auf den Royal Melbourne Showgrounds alljährlich die Royal Melbourne Show statt. Dabei handelt es sich um die größte Landwirtschaftsausstellung Victorias und gleichzeitig um ein riesiges Volksfest. Neben Ausstellungen und zahllosen Wettbewerben rund um Haus- und Nutztiere und die Landwirtschaft in 15 Pavillons gibt es ein großes Unterhaltungsangebot mit zahlreichen Buden, Fahrgeschäften, Shows und Musik sowie einem allnächtlichen Feuerwerk. Die Veranstaltung findet jeweils im September statt und dauert eineinhalb Wochen.

## Verwaltung
Der Moonee Valley City Council hat neun Mitglieder. Von den Bewohnern der drei Wards werden je drei Councillors gewählt. Diese drei Bezirke (Buckley, Myrnong und Rose Hill) sind unabhängig von den Stadtteilen festgelegt.
Die drei Kandidaten im Wahlbezirk, die die meisten Stimmen erhalten, gelten als gewählt.
Aus dem Kreis der Councillor rekrutiert sich auch der Mayor (Bürgermeister) des Councils, der für ein Jahr gewählt wird.